# رنح نخاعي مخيخي
الرنح النخاعي المخيخي أو ضمور المخيخ والحبل الشوكي (بالإنجليزية: Spinocerebellar ataxai)‏ هو مرض وراثي وهو إحدى أنواع الاضطرابات التي تصيب مناطق مختلفة من المخيخ وذلك بسبب خلل جيني مما يؤدي إلى ضمور المخيخ والحبل الشوكي.

## الأسباب
تصنف أنواع الرنح الوراثي حسب نمط التوريث والجين المسبب أو الموقع الكروموسومي. تنتقل أمراض الرنح الوراثية بصفة جسدية سائدة أو متنحية أو مرتبطة بالكروموسوم إكس.
- تتوفر اليوم معلومات وراثية نوعية حول عدة أنواع من الرنح المخيخي الجسدي السائد. استخدمت مرادفات الرنح المخيخ الجسدي السائد قبل الفهم الحالي لعلم الوراثة الجزيئية، وهي: رنح ماري والضمور الزيتوني الجسري المخيخي الموروث والضمور المخيخي الزيتوني -أو مصطلح التنكس النخاعي المخيخي الأكثر عمومية. يعتبر التنكس النخاعي المخيخي اضطراب عصبي وراثي نادر يؤثر على الجهاز العصبي المركزي، ويتميز بالتنكس البطيء لمناطق معينة من الدماغ. يوجد ثلاثة أشكال للتنكس النخاعي المخيخي، وأعراضه تبدأ خلال مرحلة البلوغ.
- توجد خمسة اضطرابات جسدية متنحية نموذجية يكون فيها الرنح سمة بارزة: رنح فريدريخ ورنح توسع الشعيرات والرنح المترافق بعوز فيتامين هـ والرنح المصحوب بتعذر الأداء الحركي للعين والرنح التشنجي. تتضمن التقسيمات الفرعية للاضطراب: رنح فريدريخ والرنح النخاعي المخيخي ورنح توسع الشعيرات والرنح الوعائي الحركي والرنح الدهليزي المخيخي والوهن الرنحي وفقد انتظام عضلات النطق والضمور الزيتوني الجسري المخيخي ومرض شاركو ماري توث.[4]
- في بعض الحالات، قد تتكرر عديدات الجلوتامين، وهذا يؤدي في كثير من الأحيان إلى بدء المرض في عمر مبكر، ويسبب نمط ظاهري أكثر شدة لدى من ورث الأليل. يندرج ذلك تحت ظاهرة الاستباق الجيني. تتميز عدة أنواع من الرنح النخاعي المخيخي بامتداد تكرر ثلاثي النكليوتيدات CAG (سايتوسين- أدينين- غوانين) في الحمض النووي الذي يشفر مسار تكرار عديدات الجلوتامين في البروتين. يبدو أن امتداد تكرار CAG على مدى الأجيال المتعاقبة يرجع إلى سوء اقتران السلسلة المنزلقة (أو طفرة انزلاق الاستنساخ) أثناء تضاعف الحمض النووي الريبوزي منقوص الأكسجين أو ترميمه.[5]

## أعراض الإصابة
أهم أعراض الإصابة:
- اختلال التوازن عند المشي أو مايعرف بالترنح مما يؤدي إلى كثرة السقوط ومع تقدم المرض يحتاج المريض إلى استخدام الكرسي المتحرك ومن ثم فقد الحركة كليا ويصبح المريض طريح الفراش.
- انعدام تناسق الحركات العضلية للذراعين مما يؤدي إلى صعوبة الكتابة ومن ثم فقدها كليا.
- إصابة العينين ببطء الحركة ممايؤدي إلى عدم القدرة على تقدير المسافات.
- بعض المرضى يصابون بالتشنج وتعتبر من الأعراض المبكرة للضمور.

وتزداد الأعراض سوءاً مع تقدم المرض مثل:
- صعوبة الابتلاع.
- التحدث بطريقة غير واضحة.
- ضعف الذاكرة.
- الشلل الرعاشي.

وهناك أمراض مصاحبة مثل:
- التصلب.
- الاكتئاب.
- اضطرابات النوم.

## الفحوصات اللازمة
يجب القيام بتحاليل وراثية للمريض وأسرته وذلك عن طريق أخذ عينة من الدم والكشف عن الخريطة الجينية كما يجب معرفة مدى احتمالية إصابة فرد آخر من الأجيال القادمة بنفس المرض.

## طرق العلاج
حتى الآن لايوجد علاج لضمور المخيخ والحبل الشوكي ولكن هناك علاجات لتخفيف الأعراض وليس لعلاج المرض نفسه مثل:
- بوسبيرون (buspiron):يقوم بتهدئة الأعصاب وتحسين القدرة على المشي.
- بريميدون (primidon):تقليل الحركات اللاإرادية.

وهناك مجموعة من الأجهزة التي تساعد المريض الاعتماد على نفسه في القيام بالمهمات اليومية، مثل:العكاز والكرسي المتحرك في حالة عدم القدرة على المشي، وهناك أجهزة تساعد على الكتابة وتناول الطعام والقيام بالعناية الشخصية في حالة عطوب اليد والذراع، وهناك أجهزة للتواصل مع الناس في حالة فقد القدرة على الكلام، وكذلك العلاج البدني مما يساعد على تقوية العضلات.

## التصنيف
| الاسم                                                                                              | الوراثة المندلية البشرية عبر الإنترنت | موقع الأمراض النادرة                                              | أخرى |
| -------------------------------------------------------------------------------------------------- | ------------------------------------- | ----------------------------------------------------------------- | --- |
| فقر الدم، الرنح النخاعي المخيخي المنشأ حديدي الأرومات، متلازمة ديتر                                | 301310                                | Disease ID 668 في معاهد الصحة الوطنية الأمريكية للأمراض النادرة   | |
| رنح فريدريخ أو رنح فريدريتش، الرنح النخاعي المخيخي المنشأ                                          | 229300                                | Disease ID 6468 في معاهد الصحة الوطنية الأمريكية للأمراض النادرة  | |
| رنح نخاعي مخيخي المنشأ طفولي البدء (يبدأ منذ الطفولة)                                              | 605361                                | Disease ID 4062 في معاهد الصحة الوطنية الأمريكية للأمراض النادرة  | |
| الرنح النخاعي المخيخي المنشأ 1                                                                     | 164400                                | Disease ID 4071 في معاهد الصحة الوطنية الأمريكية للأمراض النادرة  | |
| الرنح النخاعي المخيخي المنشأ 2                                                                     | 183090                                | Disease ID 4072 في معاهد الصحة الوطنية الأمريكية للأمراض النادرة  | |
| الرنح النخاعي المخيخي المنشأ 3، مرض ماكادو-جوسيب                                                   | 109150                                | Disease ID 6801 في معاهد الصحة الوطنية الأمريكية للأمراض النادرة  | machado_joseph/detail_machado_joseph.htm على موقع المعهد الوطني للاضطرابات العصبية والسكتة الدماغية (NINDS) |
| الرنح النخاعي المخيخي المنشأ 4                                                                     | 600223                                | Disease ID 9970 في معاهد الصحة الوطنية الأمريكية للأمراض النادرة  | |
| الرنح النخاعي المخيخي المنشأ 5                                                                     | 600224                                | Disease ID 4953 في معاهد الصحة الوطنية الأمريكية للأمراض النادرة  | |
| الرنح النخاعي المخيخي المنشأ 7                                                                     | 164500                                | Disease ID 4955 في معاهد الصحة الوطنية الأمريكية للأمراض النادرة  | |
| الرنح النخاعي المخيخي المنشأ 8                                                                     | 603680                                | Disease ID 4956 في معاهد الصحة الوطنية الأمريكية للأمراض النادرة  | |
| الرنح النخاعي المخيخي المنشأ 13                                                                    | 605259                                | Disease ID 9611 في معاهد الصحة الوطنية الأمريكية للأمراض النادرة  | |
| الرنح النخاعي المخيخي المنشأ 18                                                                    | 607458                                | Disease ID 9976 في معاهد الصحة الوطنية الأمريكية للأمراض النادرة  | |
| الرنح النخاعي المخيخي المنشأ 19                                                                    | 607346                                | Disease ID 9969 في معاهد الصحة الوطنية الأمريكية للأمراض النادرة  | |
| الرنح النخاعي المخيخي المنشأ 20                                                                    | 608687                                | Disease ID 9997 في معاهد الصحة الوطنية الأمريكية للأمراض النادرة  | |
| الرنح النخاعي المخيخي المنشأ 21                                                                    | 607454                                | Disease ID 9999 في معاهد الصحة الوطنية الأمريكية للأمراض النادرة  | |
| الرنح النخاعي المخيخي المنشأ 23                                                                    | 610245                                | Disease ID 9950 في معاهد الصحة الوطنية الأمريكية للأمراض النادرة  | |
| الرنح النخاعي المخيخي المنشأ 25                                                                    | 608703                                | Disease ID 9996 في معاهد الصحة الوطنية الأمريكية للأمراض النادرة  | |
| الرنح النخاعي المخيخي المنشأ 26                                                                    | 609306                                | Disease ID 9995 في معاهد الصحة الوطنية الأمريكية للأمراض النادرة  | |
| الرنح النخاعي المخيخي المنشأ 28                                                                    | 610246                                | Disease ID 9951 في معاهد الصحة الوطنية الأمريكية للأمراض النادرة  | |
| الرنح النخاعي المخيخي المنشأ 30                                                                    | 117360                                | Disease ID 9975 في معاهد الصحة الوطنية الأمريكية للأمراض النادرة  | |
| الرنح النخاعي المخيخي المنشأ، صمم، ضمور عضلي                                                       | 271245                                | Disease ID 4957 في معاهد الصحة الوطنية الأمريكية للأمراض النادرة  | |
| الرنح النخاعي المخيخي المنشأ، اختلال متنحي في كروموسوم جسدي 1                                      | 606002                                | Disease ID 4949 في معاهد الصحة الوطنية الأمريكية للأمراض النادرة  | |
| الرنح النخاعي المخيخي المنشأ، اختلال متنحي في كروموسوم جسدي 3                                      | 271250                                | Disease ID 9971 في معاهد الصحة الوطنية الأمريكية للأمراض النادرة  | |
| الرنح النخاعي المخيخي المنشأ، اختلال متنحي في كروموسوم جسدي 4                                      | 607317                                | Disease ID 4952 في معاهد الصحة الوطنية الأمريكية للأمراض النادرة  | |
| الرنح النخاعي المخيخي المنشأ، اختلال متنحي في كروموسوم جسدي 5                                      | 606937                                | Disease ID 9977 في معاهد الصحة الوطنية الأمريكية للأمراض النادرة  | |
| الرنح النخاعي المخيخي المنشأ، اختلال متنحي في كروموسوم جسدي 6                                      | 608029                                | Disease ID 4954 في معاهد الصحة الوطنية الأمريكية للأمراض النادرة  | |
| الرنح النخاعي المخيخي المنشأ، اختلال متنحي في كروموسوم جسدي، بالإضافة لاعتلال عصبي في محور العصبون | 607250                                | Disease ID 10000 في معاهد الصحة الوطنية الأمريكية للأمراض النادرة | |
| الرنح النخاعي المخيخي المنشأ 2، خلل مرتبط بالكروموسوم إكس                                          | 302600                                | Disease ID 9978 في معاهد الصحة الوطنية الأمريكية للأمراض النادرة  | |
| الرنح النخاعي المخيخي المنشأ 3 ، خلل مرتبط بالكروموسوم إكس                                         | 301790                                | Disease ID 9981 في معاهد الصحة الوطنية الأمريكية للأمراض النادرة  | |
| الرنح النخاعي المخيخي المنشأ 4، خلل مرتبط بالكروموسوم إكس                                          | 301840                                | Disease ID 9980 في معاهد الصحة الوطنية الأمريكية للأمراض النادرة  | |

## روابط خارجية
- ataxia على موقع المعهد الوطني للاضطرابات العصبية والسكتة الدماغية (NINDS)
- msa على موقع المعهد الوطني للاضطرابات العصبية والسكتة الدماغية (NINDS)
- opca_doc على موقع المعهد الوطني للاضطرابات العصبية والسكتة الدماغية (NINDS)
- مدلاين بلس Olivopontocerebellar atrophy
- Spinocerebellar ataxia 27 في معاهد الصحة الوطنية الأمريكية للأمراض النادرة
- Spinocerebellar ataxia dysmorphism في معاهد الصحة الوطنية الأمريكية للأمراض النادرة